# Universidad Técnica de Brunswick
}}
La Universidad Técnica Carolo-Wilhelmina de Brunswick (en alemán, Technische Universität Carolo-Wilhelmina zu Braunschweig), abreviado Universidad Técnica de Brunswick o TU Brunswick, es la universidad técnica más antigua de Alemania, siendo fundada en 1745 como Collegium Carolinum y es miembro de la TU9, una sociedad que incluye a los centros técnicos de más renombre de Alemania. La universidad tiene unos 12 500 estudiantes, lo que le hacen la tercera universidad en Baja Sajonia. Algunos de los proyectos de investigación incluyen mini-vehículos no tripulados, motores híbridos y Digital Video Broadcasting.

## Departamentos
Aunque el término "técnica" implica un énfasis en temas científicos y de ingeniería, sigue siendo una universidad en el sentido de que está representado un amplio rango de materias. La universidad está dividida en 6 escuelas diferentes con estudios de diferentes grados y con distintas especialidades.
1. Escuela Carl Friedrich Gauß[3]
  - Matemáticas[4]
  - Ciencias de la Computación[5]
  - Gestión de negocios y economía[6]
  - Ciencias Sociales[7]
2. Ciencias de la Vida[8]
  - Biology
  - Biotecnología
  - Química
  - Farmacia
  - Psicología
3. Arquitectura, Ingeniería Civil y Ciencias del Medio Ambiente[9]
  - Arquitectura
  - Ingeniería Civil
  - Ingeniería Civil y Gestión de negocios
  - Geoecología
4. Mechanical Engineering
  - Ingeniería Mecánica
  - Ingeniería Mecánica y Gestión de Negocios
  - Ingeniería Biológica
5. Ingeniería Eléctrica, Tecnologías de la Información y Física[10]
  - Ingeniería Eléctrica
  - Tecnologías de la Información
  - Física
6. Humanidades y Ciencias de la Educación[11]
  - Filosofía
  - Historia
  - English and American Studies
  - German Studies
  - Música

## Alumnos célebres
Entre los alumnos más célebres de la institución se encuentran Carl Friedrich Gauss, quien estudió allí de 1792 a 1795, Klaus von Klitzing, Premio Nobel de Física, el Profesor Henning Kagermann, director ejecutivo de la empresa de software SAP y el arquitecto Meinhard von Gerkan.